# Fronteira Pará–Mato Grosso
A fronteira entre Pará e Mato Grosso, cuja extensão atual é de cerca de 900 km[carece de fontes?], existe desde a criação da Capitania de Mato Grosso em 1748. Esta fronteira foi o foco de alguns impasses e disputas entre as duas unidades federativas do Brasil.
Devido à fronteira estar em meio à Floresta Amazônica, a região, na época da colonização, era esparsamente populada — fato este que vale também para tempos mais recentes, até 2010 —, e por isso não havia necessidade de definir com precisão o lugar exato onde uma capitania terminava e a outra começava. No final do século XIX, porém, o local estava começando a ser habitado por imigrantes de outras regiões do Brasil, e a demarcação da fronteira passou a ser assunto relevante.

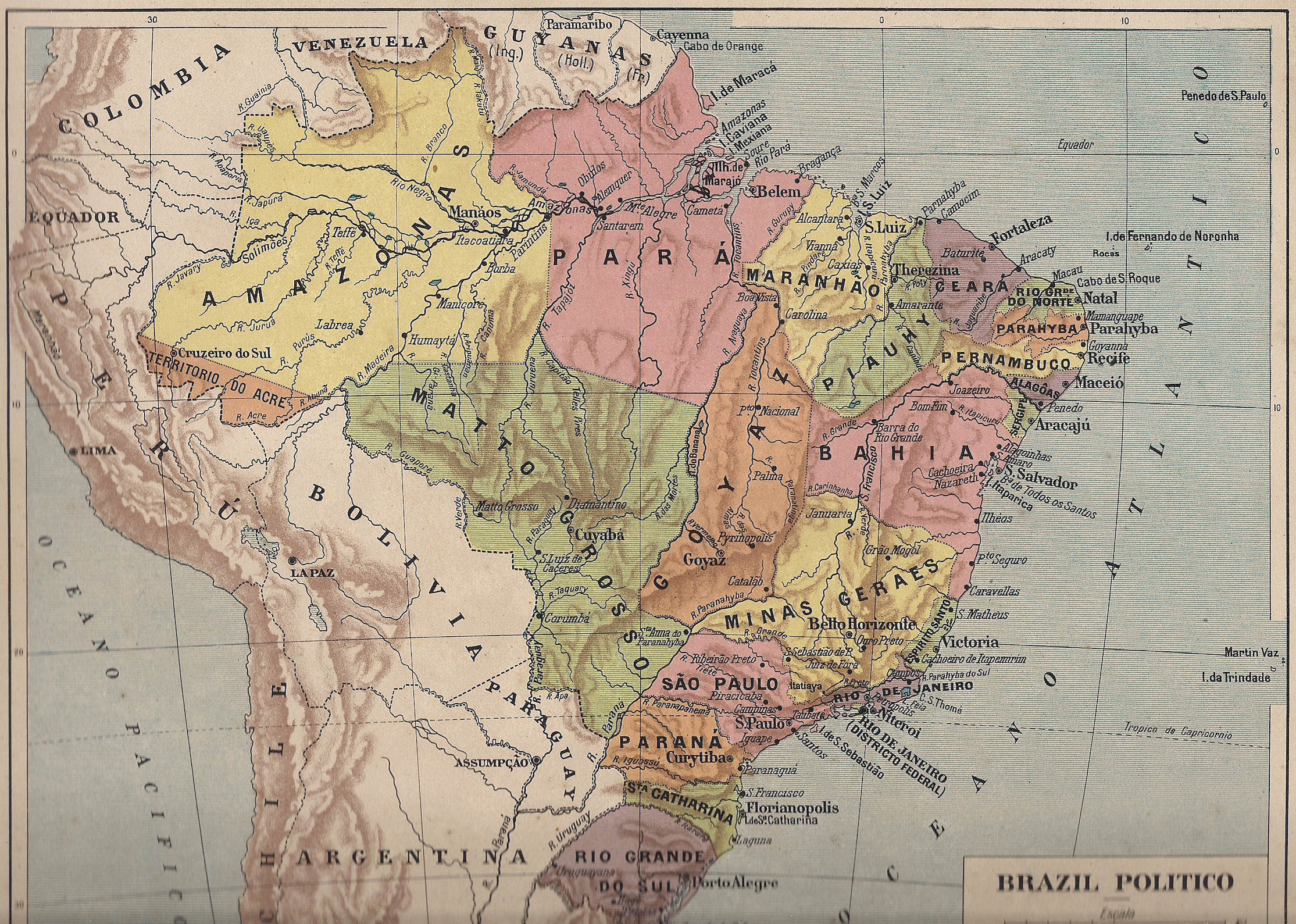
Mapa do Brasil em 1922, que, em teoria, estaria mostrando as fronteiras da forma que foram acertadas pelos presidentes.

Em 1900, os presidentes das duas províncias chegaram a um acordo, e reconheceram que a divisão seria feita de tal maneira que os territórios a um lado do Salto das Sete Quedas seriam do Pará (na época, Grão-Pará) e os doutro lado, de Mato Grosso. O acordo tornou-se decreto em 1919.
No entanto, em 1988, foi levantada uma hipótese de que o mapa de 1922 estaria incorreto e que, na verdade, no mapa houve uma confusão entre o Salto das Sete Quedas e a Cachoeira das Sete Quedas, uma destas localidades a 140 km ao norte da outra. Caso demonstrada correta, esta hipótese conferiria ao Mato Grosso uma área considerável.
Em 2004, esta hipótese foi levada a tribunal, e, em 2020, o Supremo Tribunal Federal decidiu-se por unanimidade a favor do estado do Pará.